# 費季爾基 (沃洛奇斯克區)
49°28′4″N 26°17′29″E / 49.46778°N 26.29139°E
費迪爾基（烏克蘭語：Федірки）是位於烏克蘭西部的村莊，由赫梅利尼茨基州裡赫梅利尼茨基區的沃洛奇斯克市鎮負責管轄。該村始建於1629年，面積2.54平方公里，海拔高度302米，2001年人口563，人口密度每平方公里221.4人。